# Daowai
Daowai léase Dáo-Uái (en chino:道外区, pinyin:Dàowài Qū) es un distrito urbano bajo la administración directa de la Subprovincia de Harbin, capital provincial de Heilongjiang, República Popular China. El distrito yace en una llanura con una altitud promedio de 119 m s. n. m. en las riberas del Río Songhua, ubicada en el centro financiero de la ciudad. Su área total es de 618 km² y su población proyectada para 2010 fue de 906 421 de habitantes.

## Administración
El distrito de Daowai se divide en 26 pueblos que se administran en  22 subdistritos y 4 poblados.
Subdistritos
- Daxing (大兴街道)
- Shengli  (胜利街道)
- Dongyuan  (东原街道)
- Donglai (东莱街道)
- Taigu (太古街道)
- Jingyu (靖宇街道)
- Binjiang (滨江街道)
- Nanma (南马街道)
- Renli (仁里街道)
- Chongjian (崇俭街道)
- Zhenjiang (振江街道)
- Dayoufang (大有坊街道)
- Sankeshu Avenue (三棵树大街街道)
- Huochetou (火车头街道)
- Taiping Avenue (太平大街街道)
- Lihua (黎华街道)
- Xinle (新乐街道)
- Xinyi (新一街道)
- Minqiang (民强街道)
- Nanzhi Road (南直路街道)
- Shuini (水泥街道)

Poblados
- Tuanjie (团结镇)
- Juyuan (巨源镇)
- Yongyuan (永源镇)
- Minzhu (民主镇)